# Paraigua

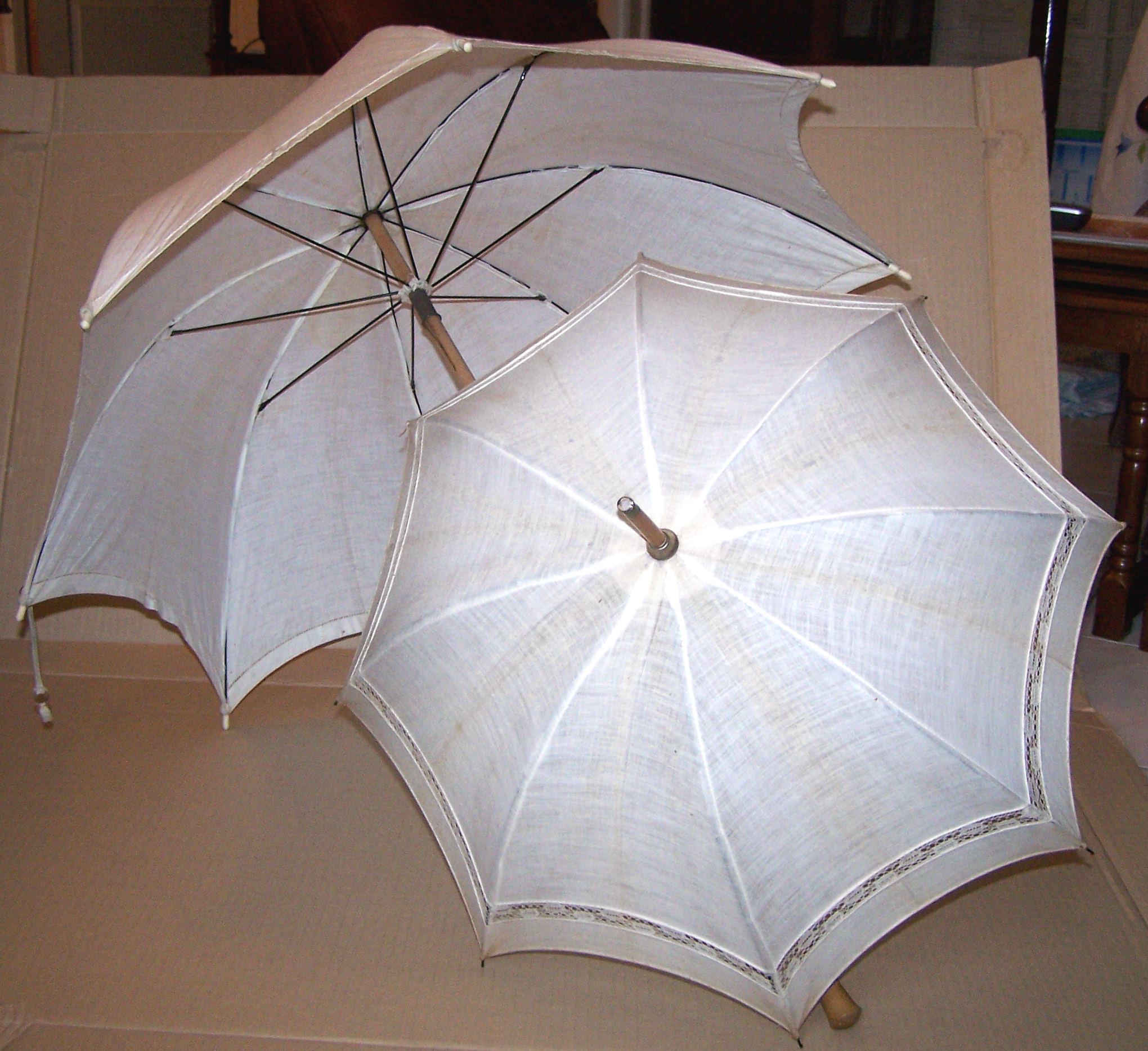
Dos paraigües

Elements d'un paraigua

Un paraigua (col·loquialment, paraigües) o parapluja és un estri portàtil utilitzat per a protegir-se de la pluja. Està format per una superfície convexa de plàstic o altre material similar, que està agafada a unes barnilles articulades a l'extrem d'un bastó i al voltant d'aquest que acaba en un mànec adequat per a portar el paraigua amb una mà. Les barnilles permeten de plegar el paraigua quan no plou o s'està a aixopluc.
Un paraigua tancat pot servir de bastó, encara que també hi ha versions de butxaca que tenen barnilles doblement articulades que, un cop aquest plegat, es redueix l'objecte entorn d'un pam de llargada.
Aquest mateix estri, per a protegir-se del sol, s'anomena ombrel·la o para-sol. L'ús de grans para-sols a la platja, fixats a la sorra, és relativament modern.